# Calatafimi Segesta
Calatafimi Segesta (sicilià Calatafimi-Seggesta) és un municipi italià, dins de la província de Trapani. L'any 2007 tenia 7.258 habitants. Limita amb els municipis d'Alcamo, Buseto Palizzolo, Castellammare del Golfo, Gibellina, Monreale (PA), Salemi, Santa Ninfa, Trapani i Vita.

## Administració
| Període | Identitat      | Partit        |
| ------- | -------------- | ------------- |
| 2007-   | Nicolò Ferrara | Llista cívica |

## Personatges il·lustres
- Matteo Graziano, president de Sicília el 1995-1996